# Oktavîn, Volodîmîr-Volînskîi
Oktavîn (în ucraineană Октавин) este un sat în comuna Zîmne din raionul Volodîmîr-Volînskîi, regiunea Volînia, Ucraina.

## Demografie
Componența lingvistică a localității Oktavîn
     Ucraineană (100%)
Conform recensământului din 2001, toată populația localității Oktavîn era vorbitoare de ucraineană (100%).